# Giancarlo Bastianoni
Giancarlo Bastianoni est un acteur et cascadeur italien, né le 24 juin 1940 à Rome.

## Filmographie partielle
- 1962 : Seul contre Rome de Luciano Ricci
- 1963 : Le Retour des Titans de Michele Lupo
- 1965 : Cinquante millions pour Johns de Peter Bezencenet
- 1967 : Bandidos de Massimo Dallamano
- 1967 : Dieu pardonne... pas moi ! de Giuseppe Colizzi
- 1968 : Pas de pardon, je tue de Joaquín Luis Romero Marchent
- 1970 : On l'appelle Trinita d'Enzo Barboni
- 1971 : On continue à l'appeler Trinita d'Enzo Barboni
- 1973 : Les Amazones, filles pour l'amour et pour la guerre d'Alfonso Brescia
- 1973 : Les anges mangent aussi des fayots d'Enzo Barboni
- 1974 : Attention, on va s'fâcher ! de Marcello Fondato
- 1974 : Même les anges tirent à droite d'Enzo Barboni
- 1974 : Les Deux Missionnaires de Franco Rossi
- 1977 : Deux super-flics de E.B. Clucher
- 1978 : Pair et Impair de Sergio Corbucci
- 1978 : Inspecteur Bulldozer de Steno
- 1979 : Le Shérif et les Extra-terrestres de Michele Lupo
- 1980 : Faut pas pousser de Michele Lupo
- 1981 : Salut l'ami, adieu le trésor de Sergio Corbucci
- 1982 : Capitaine Malabar dit La Bombe de Michele Lupo
- 1983 : Quand faut y aller, faut y aller d'Enzo Barboni
- 1986 : Aladdin de Bruno Corbucci